# Высоцкий, Аркадий Владимирович
Арка́дий Влади́мирович Высо́цкий (род. 29 ноября 1962, Москва) — советский и  российский актёр, киносценарист, преподаватель.

## Биография
Сын Владимира Высоцкого (1938—1980) и Людмилы Абрамовой (1939—2023), старший брат Никиты Высоцкого (род. 1964).
Как и отец, Аркадий играл в кино. Окончил  сценарный факультет ВГИКа. Учился на одном курсе с Ренатой Литвиновой и Романом Качановым в мастерской К. К. Парамоновой. Был пресс-секретарём Московской службы спасения. Работал на телевидении. Был редактором в программах Владимира Познера. Сейчас Аркадий является сценаристом более 20-ти отечественных фильмов и сериалов. Преподает во ВГИКе.

## Семья
Пятеро детей: Наталья, Владимир, Никита, Михаил (род. 2003) и Мария (род. 2004). Михаил увлекается музыкой и выпускает свои треки в жанре хип-хоп на платформе YouTube.
Его третья жена работает в Москве референтом-переводчиком, двое старших детей от первого брака живут с матерью в Америке. Дочь Наталья (род. 1981) окончила университет в США. Приняла гиюр и вышла замуж за ортодоксального еврея, в этом браке родила семерых детей. Сын Владимир любит музыку, Никита увлекается историей и обществознанием.

## Фильмография

### Актёр
| Год  |   | Название            | Роль              |
| ---- | - | ------------------- | ----------------- |
| 1986 | ф | Чужая Белая и Рябой | брат «Балды»      |
| 1989 | ф | Зелёный огонь козы  | Икс               |
| 1989 | ф | Смиренное кладбище  | родственник Стаса |
| 1990 | ф | Ха-би-ассы          | эпизод            |

### Сценарист
1. 1987 — Чёрная яма (короткометражный)
2. 1989 — В далекий путь (короткометражный)
3. 1989 — Зелёный огонь козы
4. 1990 — Ха-би-ассы
5. 2002 — Из жизни врача (короткометражный)
6. 2002 — Письма к Эльзе
7. 2005 — Неотложка 2 сезон
8. 2008 — Батюшка
9. 2009 — Платина 2 сезон — участие в написании сценария
10. 2012 — Бигль
11. 2012 — Лесник Фильм 37 "Принц"
12. 2012 — Собачья работа
13. 2013 — Кремень. Освобождение
14. 2014 — Академия
15. 2017 — Тот, кто читает мысли
16. 2017 — Три дня до весны — сценарий в апреле 2016 года победил в конкурсе Фонда кино
17. 2017 — Чисто московские убийства
18. 2018-2019 — Пять минут тишины. Возвращение
19. 2019 — Детектив на миллион
20. 2019 — Призраки Замоскворечья
21. 2019 — Чисто московские убийства 2 сезон
22. 2021 — Срок давности — участие в написании сценария
23. 2021 — Красная зона
24. 2021 — Что знает Марианна
25. 2021 — Берёзовая роща — автор идеи и сценарист
26. 2022 — Берёзовая роща 2 сезон
27. 2024 — Медиатор 3 сезон

## Награды
Сценарий «Бабочка над гербарием» — победитель Всероссийского конкурса на лучший сценарий художественного фильма в 2000 г. В 2002 году по этому сценарию Игорем Масленниковым снят фильм «Письма к Эльзе».